# Farmerama
Farmerama ist ein Bauernhof-Simulationsspiel des deutschen Entwicklerstudios Bigpoint, in welchem der Spieler einen Bauernhof errichtet, betreibt und erweitert. Es wurde im November 2009 als Browsergame veröffentlicht, war zwischenzeitlich in verschiedenen soziale Plattformen integriert und wurde mittlerweile für Windows, iOS und Android portiert.

## Spielprinzip
Der Spieler übernimmt einen verlassenen Bauernhof und soll daraus einen profitablen Betrieb machen. Um dies zu erreichen bewirtschaftet er Felder und Ställe, welche Ackerfrüchte und Tiere produzieren, die verkauft oder weiterverarbeitet werden können, um daraus hochwertigere Produkte zu erzeugen.
In Intervallen von jeweils 4 Stunden können verschiedene Aktionen durchgeführt werden, wie Äcker bepflanzen, düngen, gießen und ernten, neue Felder erschließen, Ställe bauen, Tiere füttern oder die Erzeugnisse des Hofs weiterverarbeiten. Felder und Ställe müssen an die Bedürfnisse der darauf angebaute Feldfrüchte bzw. darin gezüchteten Tiere angepasst werden. Durcherfüllen verschiedener Aufgaben sammelt der Spieler Erfahrungspunkte, die bei erreichen gewisser Schwellen zu einem Stufenaufstieg führen, wodurch neue Gebäude, Werkzeuge und Produkte freigeschaltet werden.
In unregelmäßigen Abständen kontaktieren Kunden den Spieler per Telefon, an welche dieser seine Produkte verkaufen kann. Ebenso ist es möglich Produkte zu inserieren und so an andere Spieler zu verkaufen.
Wie in anderen Freemium-Spielen auch gibt es in Farmerama eine Premiumwährung namens „Tulpgulden“, welche für Echtgeld gekauft werden kann. Mit ihr können Boni und Verbesserungen erworben werden, welche den Spielfortschritt teilweise erheblich beschleunigen.

## Entwicklung
Farmerama wurde ursprünglich als Browserspiel für Adobe Flash entwickelt. Ab Oktober 2010 war das Spiel in StudiVZ, MeinVZ und SchülerVZ integriert.
2010 wurde das Spiel mit einigen Bonusinhalten auf CD veröffentlicht.
Mit Ende der Unterstützung von Flash im Jahr 2020 wurde das Spiel vorerst nicht – wie viele andere Browserspiele – auf HTML5 portiert, sondern als native Windows-Applikation veröffentlicht. Mitte 2024 erschien eine App für iOS. Seit Ende 2024 gibt es zudem eine offizielle App für Android.

## Rezeption
Farmerama wurde 2010 mit dem Deutschen Entwicklerpreis als „Bestes Browsergame“ ausgezeichnet. Ebenfalls 2010 erhielt es den LARA-Award in der Kategorie „Onlinespiel“. Außerdem gewann es die Publikumspreise European Games Award in der Kategorie „Bestes europäisches Browserspiel“ und Mashable Award in der Kategorie „Bestes Onlinespiel“.
2011 hatte Farmerama etwa 13 Millionen Spieler.

### Kritik am Spielprinzip
Farmerama zählt zu den Social Games, in welchen Spieler Spielzeit oder Echtgeld investieren können, um Fortschritte zu erzielen. Ein großer Teil der Spieler nimmt das Angebote wahr, virtuelle Güter für Geld zu kaufen. Auch die Zusammenarbeit mit anderen Spielern ist von Bedeutung, da sie beispielsweise eine Erweiterung des Hofs erlaubt. Diese Beziehungen müssen mit aktiver Spielteilnahme am Leben gehalten werden. Ein Gefühl der Verbundenheit und schnelle Erfolgserlebnisse führten zu Realitätsflucht und erhöhtem Suchtpotenzial, weshalb derartige Spiele auch als „Unsocial Games“ bezeichnet werden.

### Brettspiel
2012 erschien ein gleichnamiges Brettspiel bei Ravensburger, welches von Uwe Rosenberg entwickelt wurde. Es wurde insgesamt gut bewertet, jedoch sei der Wiederspielwert eher gering.